# Змінні типу Z Андромеди
Змінні типу Z Андромеди (Z And, ZAND) — тип симбіотичних зірок (які, у свою чергу, є одним із видів катаклізмічних змінних), що складаються з тісної подвійної системи, в якій гаряча зоря іонізує частину своєї протяжної газової оболонки, та холодного супутника пізнього спектрального класу (M, R, N або S). Комбінований спектр системи показує суперпозицію спектральних ліній поглинання та випромінювання разом із нерегулярною мінливістю (до 4m зоряних величин), які характерні для симбіотичних зір .

## Сімейство змінних типу Z Андромеди
Змінні типу Z Андромеди є дуже різнорідною групою об'єктів. У Загальному каталозі змінних зірок (ОКПЗ), зорі типу Z Андромеди є єдиною визнаною категорією симбіотичних зірок, отже зоря Z Андромеди офіційно вважається як прототипом зірок типу Z Андромеди, а й прототипом симбіотичних зір. Однак такі зорі як RR Телескопа, R Водолія, або СН Лебедя мають унікальні характеристики, які відрізняють їх у рамках спільної сімбіотичної сім'ї. В даний час відомо близько 100 змінних типу Z Андромеди.

## Історія вивчення
Дивні новоподібні спектральні особливості та мінливість Z Андромеди були виявлені в 1901 Вільяміна Флемінг в обсерваторії Гарвардського університету. У спектрах зірок типу Z Андромеди спостерігаються яскраві лінії водню, гелію, іонізованого гелію та інших атомів із дуже високим потенціалом іонізації. У спектрах багатьох із цих зірок видно також заборонені лінії, характерні для газових туманностей. В основному зорі цього типу проводять у стані спокою велику частину часу, лише іноді показуючи зміни яскравості малої амплітуди напіврегулярного типу. Сама Z Андромеди - змінна спектрального типу М, з періодом коливання яскравості близько 700 днів і середньою величиною близько 11m. Однак на кожному періоді від 10 до 20 років, Z Андромеди стає дуже активною, яскравість збільшується приблизно на 3m. За великими спалахами амплітуди йдуть менші спалахи з амплітудою, що зменшується, після чого зірка знову переходить у стан спокою. Найяскравіші зареєстровані спалахи були 1939 року, коли видима зоряна величина досягла 7,9m. Під час спалаху колір зорі стає більш блакитним і спектр стає схожим на спектр оболонок гарячих, компактних зірок B-класу. Так званий Р Cygni профіль (P Cygni profile) показує зсув ліній поглинання в фіолетову частину спектра, що свідчить про оболонку, що розширюється. Через деякий час домінуючий спектр оболонки повільно згасає, зірка стає червонішою, Р Cygni профіль зникає, оболонка розсіюється, і система повертається до повільних та напіврегулярних змін яскравості, у спектрі з'являються лінії оксиду титану, характерні для червоних зірок.

## Теорія змінних типу Z Андромеди
Теорія зір типу Z Андромеди припускає, що карлик, що входить до системи, нарощує свою масу за рахунок зоряного вітру, що витікає від червоного гіганта . Оскільки система є тісною подвійною, то зоряний вітер може бути ключовим компонентом у поясненні та стану спокою та спалахів. Акрецірующая матерія може створювати акреційний диск навколо білого карлика, проте його існування поки-що не було підтверджено. Самі системи типу Z Андромеди зараз активно вивчаються і мають багато непояснених особливостей. Спалахи, ймовірно, виробляються блакитною зіркою, але змінність показує червона зірка. Рухом компонентів відносно один-одного і пульсацією їх атмосфер можна намагатися пояснити зміни яскравості і спектру, що спостерігаються, але багато з основних параметрів, такі як маси зір, взаємне розташування — невідомі і не дозволяють побудувати повну теоретичну модель системи.